# Байрактар Къзълелма
Bayraktar Kızılelma (на български: Байрактар Къзълелма – в превод „червена ябълка“) е безпилотен реактивен, изтребител, разработка на турската високотехнологична компания Baykar Technology. Самолетът е свръхзвуков и е снабден с един двигател, като е трудно проследим от радари. Летателният апарат е разработен по проект MIUS (на турски: Muharip İnsansız Uçak Sistemi – в превод „за сражение с безпилотни летателни апарати“).

## Дизайн и разработка
Къзълелма е безпилотен самолет, който разполага със свръхзвуков планер с радарно-ниска видимост. Задвижва се чрез турбовентилаторен двигател, а самият двигател се задвижва чрез два отвора за въздух.
Контролът на отклонението се извършва от два вертикални стабилизатора.

## Характеристики
- Напълно автономно излитане и кацане
- Нисък RCS (ниско-забележима за радарите)
- Висока маневреност
- Възможност за излитане и кацане от самолетоносачи с къса писта
- Висока ситуационна осведоменост с радар на AESA
- Вътрешни клетки

## Спецификации

### Основни характеристики
- Капацитет: 1500 кг
- Максимален тегло при излитане: 6000 кг
- Двигател: 1×AI-25TLT

### Производителност
- Максимална скорост: 900 км/ч
- Круизна скорост: 740 км/ч
- Боен обхват: 930 км
- Издръжливост: 5 часа
- Обхват на връзка: 11, 000 м

### Въоръжение
- Ракети:
  - Cirit (със лазерно насочване)
  - L-UMTAS (въздух – противосателитен)
  - Ракета въздух-въздух Bozdoğan
  - Ракета въздух-въздух Gökdoğan
  - Ракета въздух-въздух Gökhan
  - Дозвукова крилата ракета с въздушно изстрелване – SOM ALCM
  - Ракета въздух-земя Kuzgun-TJ
  - Ракета въздух-земя Kuzgun-EW
  - Akbaba – антирадиационна ракета, въздух-земя
  - ROKETSAN ÇAKIR противокорабни, крилати ракети въздух-земя, земя-земя
- Бомби:
  - Teber-81 (Mark 81) Roketsan – с комплект за лазерно насочване
  - HGK-82 (Mark 82) TUBITAK-SAGE – с комплект за прецизно насочване
  - KGK-82 (Mark 82) TUBITAK-SAGE
  - TUBITAK-SAGE TOGAN – земя-въздух
  - MAM-C (с лазерно насочване) 8 км
  - MAM-L (с лазерно насочване) 15 км
  - MAM-T (с лазерно насочване) от 30 до 80 км